# Landshövdingar i Jämtlands län
Landshövdingen i Jämtlands län är chef för Länsstyrelsen i Jämtlands län. 
Landskapen Jämtland och Härjedalen har tidigare tillhört flera andra län och haft flera olika landshövdingar sedan landskapen blev svenska i samband med freden i Brömsebro år 1645.

## Lista över landshövdingar

### Jämtlands och Härjedalens landshövdingar innan Jämtlands län
| Efter freden i Brömsebro (då Jämtland och Härjedalen tillföll Sverige) blev Jämtland en del av Härnösands län. - 1645-1653 Hans Strijk - 1653-1654 Anders Appelbom | Efter freden i Brömsebro blev Härjedalen en del av Hudiksvalls län. - 1645-1651 Ivar Nilsson (Natt och Dag) - 1651-1654 Erik Sparre |

#### Landshövdingar i Västernorrlands län 1654-1658 (Jämtland och Härjedalen)
Hudiksvalls och Härnösands län slogs 1656 samman till Västernorrlands län. 
- 1654-1656	Claes Banér
- 1656-1658	Johan Oxenstierna

#### GuvernöriTrondheims län1658-1660 (Jämtland och Härjedalen)
I samband med att Tröndelag erövrades återgick landskapen Jämtland och Härjedalen till att vara en del av Trondheims län, något man även hade varit under tiden man tillhörde Norge.
- 1658-1660	Claes Nilsson Stiernsköld

#### Landshövdingar i Västernorrlands län 1660-1762 (Jämtland och Härjedalen)
I samband med att Tröndelag återerövrades av Danmark-Norge blev Jämtland och Härjedalen en del av Västernorrlands län. 
- 1660-1664	Johan Oxenstierna
- 1664	Gustaf Banér
- 1664-1677	Carl Larsson Sparre
- 1677	Christopher Gyllenstierna
- 1677-1679	Jacob Fleming
- 1679-1683	Göran Sperling
- 1683-1687	Leonard Ribbing
- 1687-1693	Otto Vellingk
- 1693-1698	Carl Gustaf Frölich
- 1698-1699	Malcolm Hamilton
- 1699-1702	Axel von Schaar
- 1704-1716	Alexander Stromberg
- 1712-1718	Johan Adlerström (tillförordnad)
- 1716-1719	Hugo Hamilton
- 1719-1727	Magnus Palmqvist
- 1727-1739	Carl Gustaf Bielke
- 1739-1749	Erik Odelström
- 1749-1755      Axel Johan Gripenhielm
- 1755-1756	Karl Gustaf Cronhiort
- 1756-1757	Mårten Ehrensvan (vice)
- 1757-1762	Fredrik Henrik Sparre

| År 1762 bröts Gävleborgs län (med Härjedalen) ut ur Västernorrlands län, som Jämtland fortsatte att vara en del av. - 1762-1769 Per Abraham Örnsköld - 1769-1778 Germund Abraham Falkengren - 1778 (tre månader) Johan Nordenfalk - 1778-1796 Carl Bunge - 1796-1807 Erik Gustaf Lindencrona - 1807-1810 Carl von Nieroth | År 1762 bröts Gävleborgs län med Härjedalen ut ur Västernorrlands län (med Jämtland). - 1762-1763 Fredrik Henrik Sparre - 1763-1772 Carl Sparre - 1773-1781 Nils Philip Gyldenstolpe - 1781-1810 Fredrik Adolf Ulrik Cronstedt |

### Landshövdingar i Jämtlands län sedan 1810
År 1810 bildade Jämtland och Härjedalen ett eget län och landskapen fick för första gången en landshövding från landskapen, nämligen jämten Anders Wasell.
- 1810–1817	Anders Wasell[1]
- 1817–1818	Lars Arnell[1]
- 1818–1841	Mikael von Törne[1]
- 1841–1842	Gustaf Adolf Montgomery[1]
- 1842–1843	Lars Magnus Lagerheim[1]
- 1843–1844	Carl Printzensköld[1]
- 1844–1848	Anders Peter Sandströmer[1]
- 1848–1859	Jacob Axel Dahlström[1]
- 1860–1865	Axel Bennich[1]
- 1865–1866	Gustaf Lagercrantz[1]
- 1866–1882	Gustaf Asplund[1]
- 1883–1895	John Ericson[1]
- 1895–1906	Knut Sparre[1]
- 1906–1923	Johan Widén[1]
- 1923–1930	Sigfrid Linnér[1]
- 1931–1938	Mortimer Munck af Rosenschöld[1]
- 1938–1953	Torsten Löfgren[1]
- 1954–1969	Anders Tottie[1]
- 1969–1977	Hans Gustafsson[1]
- 1977–1983	Harald Pettersson[1]
- 1984–1995	Sven Heurgren[1]
- 1995–30 april 2001	Kristina Persson[1][2]
- 1 februari 2002–29 februari 2008	Maggi Mikaelsson[1]
- 1 juni 2008–31 december 2013	Britt Bohlin[1][3]
- 1 april 2014–1 december 2020	Jöran Hägglund[1][4][5]
- 1 april 2021–	Marita Ljung